# Iszlamofóbia
Az iszlamofóbia (a ’félelem’ jelentésű görög phobosz / φόβος szóból) vagy iszlámellenesség társadalomtudományi, politikai és bűnügyi fogalom, amely az iszlámmal és híveivel szembeni félelemre, gyűlöletre és rasszizmusra utal. Iszlamofóbia állhat a muzulmánokat érintő gyűlölet-bűncselekmény, vallási üldözés és diszkrimináció hátterében.

## Definíció
Az iszlamofóbiát röviden úgy lehet meghatározni, mint az iszlám vallástól és híveitől való félelmet, amely további passzív vagy aktív iszlámellenes reakciókat is kiválthat, azok táptalaja lehet. Az Oxford English Dictionary szerint a szó jelentése: „Az iszlám vallás és a muzulmánok különösen mint politikai erő iránti ellenszenv vagy előítélet.ˮ Archiválva 2019. május 19-i dátummal a Wayback Machine-ben Az iszlamofóbia nem azonos az iszlám vallás és kultúra kritikájával, sem az iszlamizmus mint politikai ideológia és normarendszer bírálatával.
Sok esetben az iszlamofóbia elnevezést használják arra a közösségi viszonyulásra, amely szerint a muzulmánok jelenléte veszélyt jelent az adott közösségre, amelyiknek a vallása alapvetően különbözik az iszlám vallástól. A kifejezés gyakran negatív vagy kulturális rasszista általánosításokat tartalmaz a muzulmánokról, mert az iszlám hívőket egy egységes, kollektív hitelveket valló néptömegnek tekinti, nem pedig a különböző felfogású iszlám kultúrákból származó, önálló kulturális identitással és egyedi vallási meggyőződéssel rendelkező egyének alkotta tömegnek.
Egyes vélemények szerint az iszlámellenesség párhuzamba állítható az antiszemitizmussal, hisz mindkét elképzelés a „fajok” és kultúrák harcát hirdeti és nem idegen tőlük az összeesküvés-elmélet sem. Az iszlámellenes elméletek a muszlimokat „megszállóknak” próbálják ábrázolni, akik tömeges bevándorlással és magas születési aránnyal meghódítják a Nyugatot, lerombolva hagyományos kultúráját és identitását.
Az iszlamofób felfogás szerint az iszlám kultúra alapvetően más, alacsonyabb rendű és durvább, mint a nyugati és keresztény kultúra, és a muzulmánok számának növekedése már önmagában veszélyt jelent a nyugati kultúrára.
Az iszlamofóbia az iszlámtól és a muzulmánoktól való félelemről szól. A kifejezés azonban nem csak a félelemre vonatkozik. Sok muzulmán propagandának fogja fel az iszlám és a vallást képviselő emberek ellen.

## Közvélemény

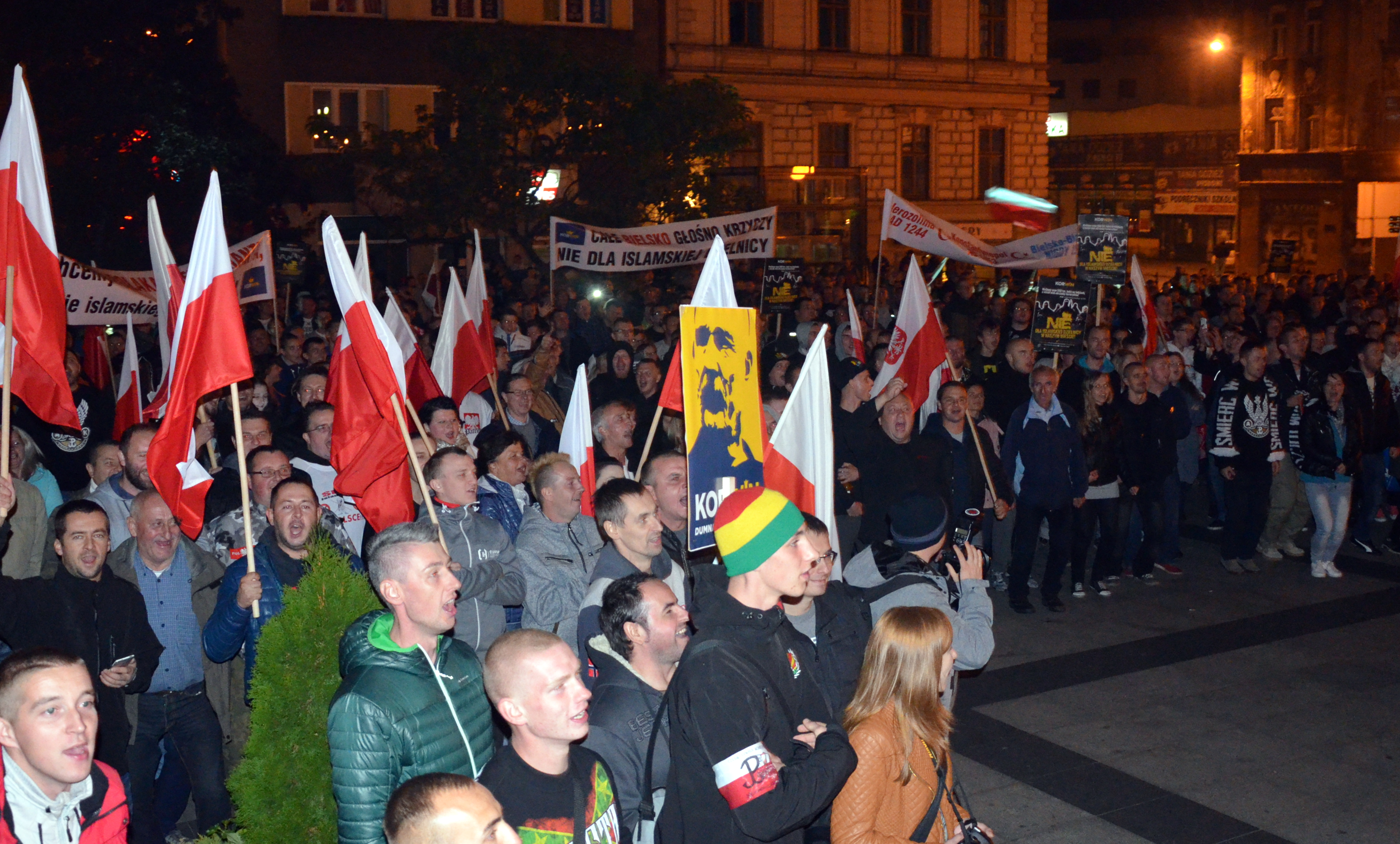
Iszlámellenes tüntetés Lengyelországban 2015-ben

A muzulmánokkal szembeni negatív attitűdök mértéke a világ különböző részein.
| Negativ beállítottság aránya 2016-ban | Negativ beállítottság aránya 2016-ban | Negativ beállítottság aránya 2016-ban | Negativ beállítottság aránya 2016-ban | Negativ beállítottság aránya 2016-ban |
| ------------------------------------- | ------------------------------------- | ------------------------------------- | ------------------------------------- | ------------------------------------- |
| Ország                                |                                       |                                       |                                       | Százalék                              |
| Magyarország                          | Magyarország                          |                                       | 72                                    | 72                                    |
| Olaszország                           | Olaszország                           |                                       | 69                                    | 69                                    |
| Lengyelország                         | Lengyelország                         |                                       | 66                                    | 66                                    |
| Görögország                           | Görögország                           |                                       | 65                                    | 65                                    |
| Spanyolország                         | Spanyolország                         |                                       | 50                                    | 50                                    |
| USA                                   | USA                                   |                                       | 47                                    | 47                                    |
| Kanada                                | Kanada                                |                                       | 43                                    | 43                                    |
| Hollandia                             | Hollandia                             |                                       | 35                                    | 35                                    |
| Svédország                            | Svédország                            |                                       | 35                                    | 35                                    |
| Franciaország                         | Franciaország                         |                                       | 29                                    | 29                                    |
| Németország                           | Németország                           |                                       | 29                                    | 29                                    |
| Nagy Britannia                        | Nagy Britannia                        |                                       | 28                                    | 28                                    |
|                                       |                                       |                                       |                                       |                                       |